# سيم بايونك تايتن
سيم بايونك تايتن (بالإنجليزية: Sym-Bionic Titan)‏ هو مسلسل رسوم متحركة أمريكي أنشأه جندي تارتاكوفسكي لـكرتون نتورك. المسلسل يركز على الثلاثي المكون من الأميرة الغريبة، والجندي متمرد، والإنسان الآلي، وهذه الشخصيات الثلاث هي قادرة على الجمع بين قدراتها لإنشاء آلي اسمه سيم-بيونيك تايتن. وقد كان العرض الأول للعينة لهذه السلسلة في عام 2009 في مؤتمر سان دييغو الدولي للقصص المصورة، وكانت قد كشفت المزيد من التفاصيل في مقدمة 2010 على كرتون نتورك. عرضت السلسلة لأول مرة يوم 17 سبتمبر، 2010 وانتهت في 9 أبريل، 2011. وعرضت على كرتون نتورك بالعربية في 4 ديسمبر، 2011.
طلب كرتون نتورك في البداية 20 حلقة؛ ترتاكوفسكي كان يأمل في التوسع، ولكن لم يتم تجديد هذه السلسلة لموسم آخر، كما يستدل على ذلك «لم يكن لديهم ما يكفي من اللعب المرتبطة به» على الرغم من العديد من العرائض وكرتون نتورك لم تظهر محاولة لتجديد السلسلة أو إعادت بثها.

## ملخص
توصف بأنها «دراما مثيرة مختلطة بين المدرسة الثانوية ومعارك الروبوت العملاق»، سمبيونيك - بيونيك تيتان ملامح «مغامرات ثلاثة كائنات على الأرض بعد ان حطت سفينتهم في البرية على الأرض أثناء محاولة الهرب من كوكبهم الذي مزقتها الحرب». سلسلة تتبع حياة إيلانا، لانس، وأوكتوس، هم اثنين من المراهقين الفضائيين والروبوت في شكل بشري الذين يصلون على الأرض، وهو «متطابق» مع الكوكب غالالونا، في حين يفرون من جنرال الشر غزى كوكبهم الأم بمساعدة من المخلوقات الوحشية موترادي.
الشخصيات الثلاث الرئيسية وتشمل إيلانا، أميرة من العائلة المالكة، لانس، وهو جندي متمرد ولكنه قادر، وأوكتوس، الإنسان الآلي الحيوي معرفي، وجميعهم يجب أن يختلطو الآن في الحياة اليومية في شيرمان، إلينوي. يتظاهرون بأنهم طلاب المدارس الثانوية، ويعمل لانس وأوكتوس لإخفاء الأميرة إيلانا من الجنرال مادولا والمسوخ البشعة التي أرسلت للقضاء على آخر وريث لغالالونا. عند البدأ في المعركة، يتم تجهيزهم بغالالونز وهي الدروع الفردية التي توفر حماية أكثر من كافية. فهو إذا أخطر من الخطر يبدو أن أوكتوس ينشط برنامج الدفاع سيم إلكتروني، وقام بتوحد بإيلانا، ولانس «القلب والجسد والعقل»، وتأتي معا لتشكيل المعجزة الحاسوبية العملاق سيم-بيونيك تيتان.

## روابط خارجية
- سيم بايونك تايتن على موقع IMDb (الإنجليزية)
- سيم بايونك تايتن على موقع ميتاكريتيك (الإنجليزية)
- سيم بايونك تايتن على موقع روتن توميتوز (الإنجليزية)
- سيم بايونك تايتن على موقع كينوبويسك (الروسية)
- سيم بايونك تايتن على موقع قاعدة بيانات الفيلم (الإنجليزية)